# وينديل إتش. ميد
وينديل إتش. ميد هو محامي وسياسي أمريكي، ولد في 18 يناير 1912 في بينتسفيل في الولايات المتحدة، وتوفي في 2 يونيو 1986 في ليكسينغتون في الولايات المتحدة. نشط حزبياً في الحزب الجمهوري. وقد انتخب عضو مجلس النواب الأمريكي ‏.